# 短趾旋木雀

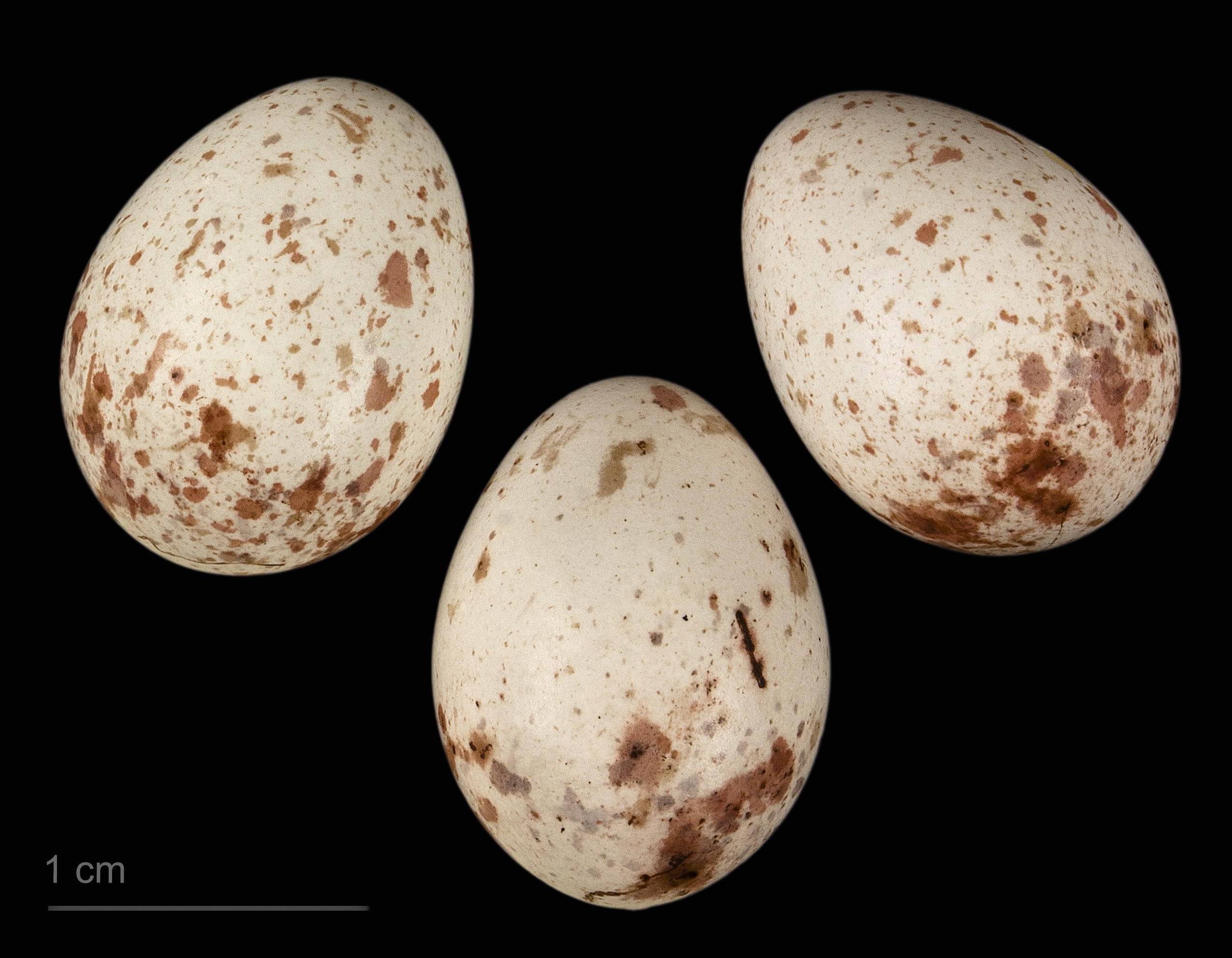
卵 Certhia brachydactyla megarhyncha

短趾旋木雀（学名：Certhia brachydactyla）首次由 路德维希Brehm在1820年描述。与普通的旋木雀相比，有较短的脚趾。短趾旋木雀有五个亚种。